# Valpaços (freguesia)
A Freguesia de Valpaços, com sede na cidade que lhe dava o nome, foi uma freguesia portuguesa do Município de Valpaços com 33,67 km² de área e 4 539 habitantes (2011), tendo, por isso, uma densidade populacional de 134,8 hab/km².
Foi extinta (agregada) pela reorganização administrativa de 2012/2013, sendo o seu território integrado na freguesia de Valpaços e Sanfins.

## População
| Número de habitantes | Número de habitantes | Número de habitantes | Número de habitantes | Número de habitantes | Número de habitantes | Número de habitantes | Número de habitantes | Número de habitantes | Número de habitantes | Número de habitantes | Número de habitantes | Número de habitantes | Número de habitantes | Número de habitantes |
| -------------------- | -------------------- | -------------------- | -------------------- | -------------------- | -------------------- | -------------------- | -------------------- | -------------------- | -------------------- | -------------------- | -------------------- | -------------------- | -------------------- | -------------------- |
| 1864                 | 1878                 | 1890                 | 1900                 | 1911                 | 1920                 | 1930                 | 1940                 | 1950                 | 1960                 | 1970                 | 1981                 | 1991                 | 2001                 | 2011                 |
| 1.876                | 2.321                | 2.180                | 2.483                | 2.355                | 2.311                | 2.602                | 2.885                | 3.446                | 3.460                | 3.156                | 3.832                | 4.084                | 4.421                | 4.539                |

(Obs.: Número de habitantes "residentes", ou seja, que tinham a residência oficial neste concelho à data em que os censos  se realizaram.)
| Distribuição da População por Grupos Etários em 2001 e 2011 | Distribuição da População por Grupos Etários em 2001 e 2011 | Distribuição da População por Grupos Etários em 2001 e 2011 | Distribuição da População por Grupos Etários em 2001 e 2011 | Distribuição da População por Grupos Etários em 2001 e 2011 | Distribuição da População por Grupos Etários em 2001 e 2011 | Distribuição da População por Grupos Etários em 2001 e 2011 | Distribuição da População por Grupos Etários em 2001 e 2011 | Distribuição da População por Grupos Etários em 2001 e 2011 | Distribuição da População por Grupos Etários em 2001 e 2011 |
| ----------------------------------------------------------- | ----------------------------------------------------------- | ----------------------------------------------------------- | ----------------------------------------------------------- | ----------------------------------------------------------- | ----------------------------------------------------------- | ----------------------------------------------------------- | ----------------------------------------------------------- | ----------------------------------------------------------- | ----------------------------------------------------------- |
| Idade                                                       | 0-14                                                        | 15-24                                                       | 25-64                                                       | > 65                                                        |                                                             | 0-14                                                        | 15-24                                                       | 25-64                                                       | > 65                                                        |
| 2001                                                        | 785                                                         | 639                                                         | 2.258                                                       | 739                                                         |                                                             | 17,8%                                                       | 14,5%                                                       | 51,1%                                                       | 16,7%                                                       |
| 2011                                                        | 710                                                         | 496                                                         | 2.406                                                       | 927                                                         |                                                             | 15,6%                                                       | 10,9%                                                       | 53,0%                                                       | 20,4%                                                       |

## Património
- Casa do Arco ou Solar dos Morgados (construções adjacentes e pátio)
- Conjunto - ponte (Valpaços) e alminhas